# David Mancori
David Mancori (Roma, 1962) è un direttore della fotografia e produttore cinematografico italiano.
È figlio del direttore della fotografia Sandro Mancori e nipote dei direttori della fotografia Guglielmo Mancori, Alvaro Mancori e Mario Sbrenna.
È vicepresidente dell'Associazione Italiana Autori della Fotografia Cinematografica (A.I.C.) e membro della giuria del Premio David di Donatello.

## Biografia
Inizia la sua carriera come assistente operatore per film di registi come Alberto Lattuada, Avi Nesher, Stuart Cooper o Alessandro Di Robilant, e per serie tv come La piovra e Lucky Luke (1991). 

Dagli anni Ottanta ad oggi è direttore della fotografia di oltre venti lavori, tra cui la serie tv per Channel 4 Romeo & Juliet (1994) di Alan Horrox, l'horror distribuito dalla Universal Pictures The Mark - Il segno della vendetta (2003), di cui è anche co-produttore, il drammatico Bologna 2 agosto: I giorni della collera (2014) di Giorgio Molteni e Daniele Santamaria Maurizio.
Parallelamente affianca l'attività di produttore con la sua Jinko Communications, fondata nel 1999, con la quale produce, tra gli altri, le antologie video di Zelig Chi è Tatiana (2001), Balasciò (2002) e È tanto che aspetti? (2003), Chi? (2001) con Giorgio Panariello e il già citato The Mark - Il segno della vendetta (2003). 

È promotore e patrocinatore del premio AIC Award al Festival internazionale del film di Roma e membro della giuria del Premio Gianni Di Venanzo. 

Ha collaborato a diversi volumi di tecnica della fotografia, ed è autore insieme a Giovanni Lupi del libro Tre mani di cinema (2017).  

Ha fotografato, tra gli altri, videoclip per Amedeo Minghi, Mietta, Garbo.

## Filmografia parziale

### Direttore della fotografia
- Romeo & Juliet (film TV) (1994)
- Continuando (film TV) (1999)
- Chi è Tatiana (2001)
- Chi? (2001)
- Balasciò (2002)
- È tanto che aspetti? (2003)
- The Mark - Il segno della vendetta (2003)
- Tokyo no omisoka  (film TV) (2004)
- Full metal otaku (programma TV) (2004)
- Patagonia (2005)
- Un uomo il cinema (2007)
- Cina in viaggio (serie TV) (2008)
- Seagulls (film TV) (2008)
- Frank il legionario (2010)
- Bologna 2 agosto (2013)

### Produttore
- Continuando (film TV) (1999)
- Chi è Tatiana (2001)
- Chi? (2001)
- Balasciò (2002)
- È tanto che aspetti? (2003)
- The Mark - Il segno della vendetta  (2003)
- Tokyo no omisoka  (film TV) (2004)
- Full metal otaku (serie TV) (2004)
- Patagonia (2005)
- Un uomo il cinema (2007)
- Cina in viaggio (serie TV) (2008)
- Il cammino della carità (film TV) (2008)

### Regista
- Chi? (2002)

### Attore
- 7 dollari sul rosso (1966)

## Opere

### Coautore
- La luce e la sceneggiatura, Edizioni A.I.C. - Ministero dei beni e delle attività culturali, 2003
- Dalla scenografia all'immagine, Edizioni A.I.C. - Ministero dei beni e delle attività culturali, 2004
- Luci, immagini in sequenza, Edizioni A.I.C. - Ministero dei beni e delle attività culturali, 2005
- La musica attraverso la luce, Edizioni A.I.C. - Ministero dei beni e delle attività culturali, 2006
- Cinematografia e costumi, Edizioni A.I.C. - Ministero dei beni e delle attività culturali, 2007
- L'immagine cinematografica e la recitazione, Edizioni A.I.C. - Ministero dei beni e delle attività culturali, 2008
- Tre mani di cinema,  con Giovanni Lupi, Musei S.r.l., 2017